# Enzklösterle
Enzklösterle ist eine Gemeinde mit 1240 Einwohnern (31. Dezember 2024) im Landkreis Calw in Baden-Württemberg. Sie gehört zur Region Nordschwarzwald.

## Geographie

### Geographische Lage
Der staatlich anerkannte Luftkurort liegt im oberen Enztal im Nordschwarzwald in 560 bis 917 m Höhe.
Von den 2020 Hektar Gemeindefläche sind 1790 Hektar (88 Prozent) Waldflächen, 6 Prozent werden landwirtschaftlich genutzt, der Rest ist Siedlungs- und Verkehrsfläche.

### Nachbargemeinden
Die Gemeinde grenzt im Norden und Osten an die Stadt Bad Wildbad, im Südosten an Simmersfeld, im Südwesten an Seewald im Landkreis Freudenstadt und im Westen an Gernsbach und Forbach im Landkreis Rastatt.

### Gemeindegliederung
Die Gemeinde Enzklösterle gliedert sich in die Ortsteile Enzklösterle (Hauptort der Gemeinde), Poppeltal, Gompelscheuer sowie Nonnenmiß, dessen nördliche Hälfte nicht mehr zu Enzklösterle, sondern zur Nachbargemeinde Bad Wildbad gehört.
Zur Gemeinde zählen damit das Dorf Enzklösterle, die Weiler Gompelscheuer, Lappach, Mittelenztal, Poppeltal, Rohnbach und Süßbächle, das Gehöft Hetschelhof sowie der südliche Teil von Nonnenmiß. Im Gemeindegebiet liegen die Wüstungen Birkenäckerle, Kaltbronn, Boppelseehaus und Zwickgabel.

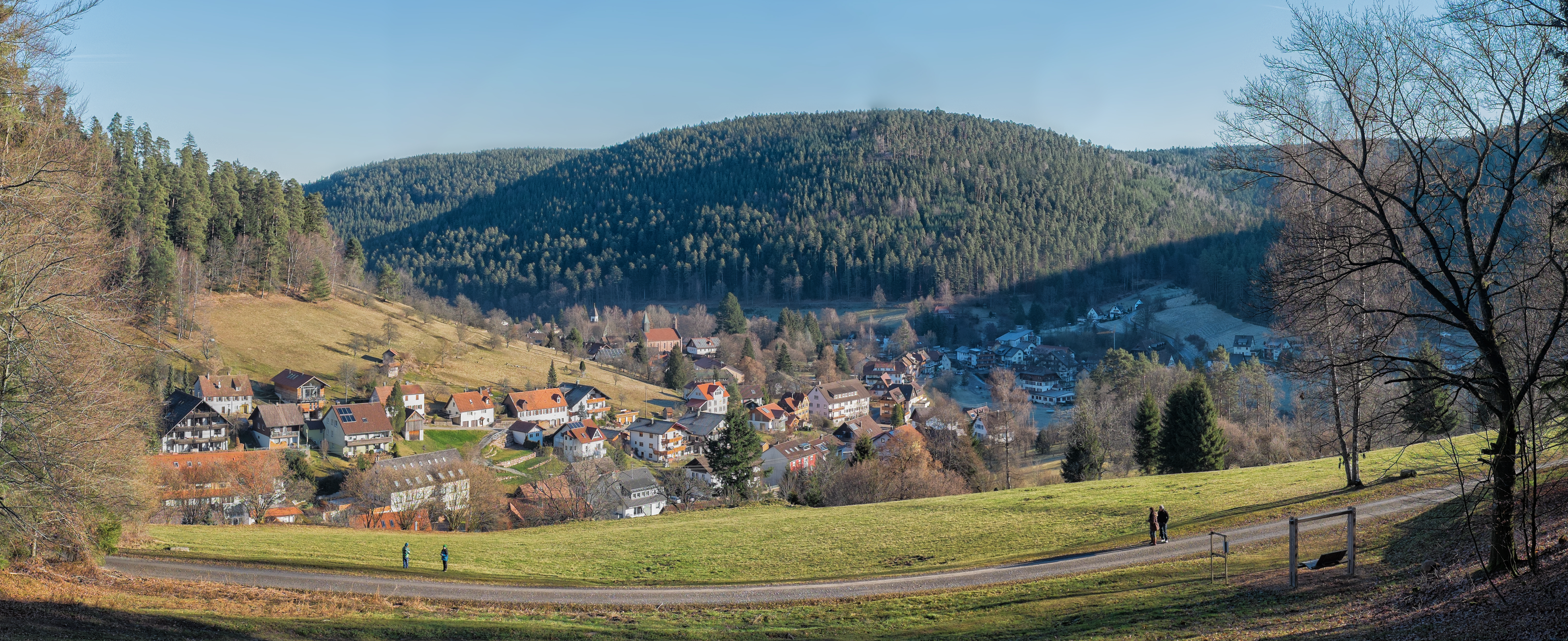
Blick vom Fuße des Hirschkopfs über die Ortsmitte zum Schöllkopf
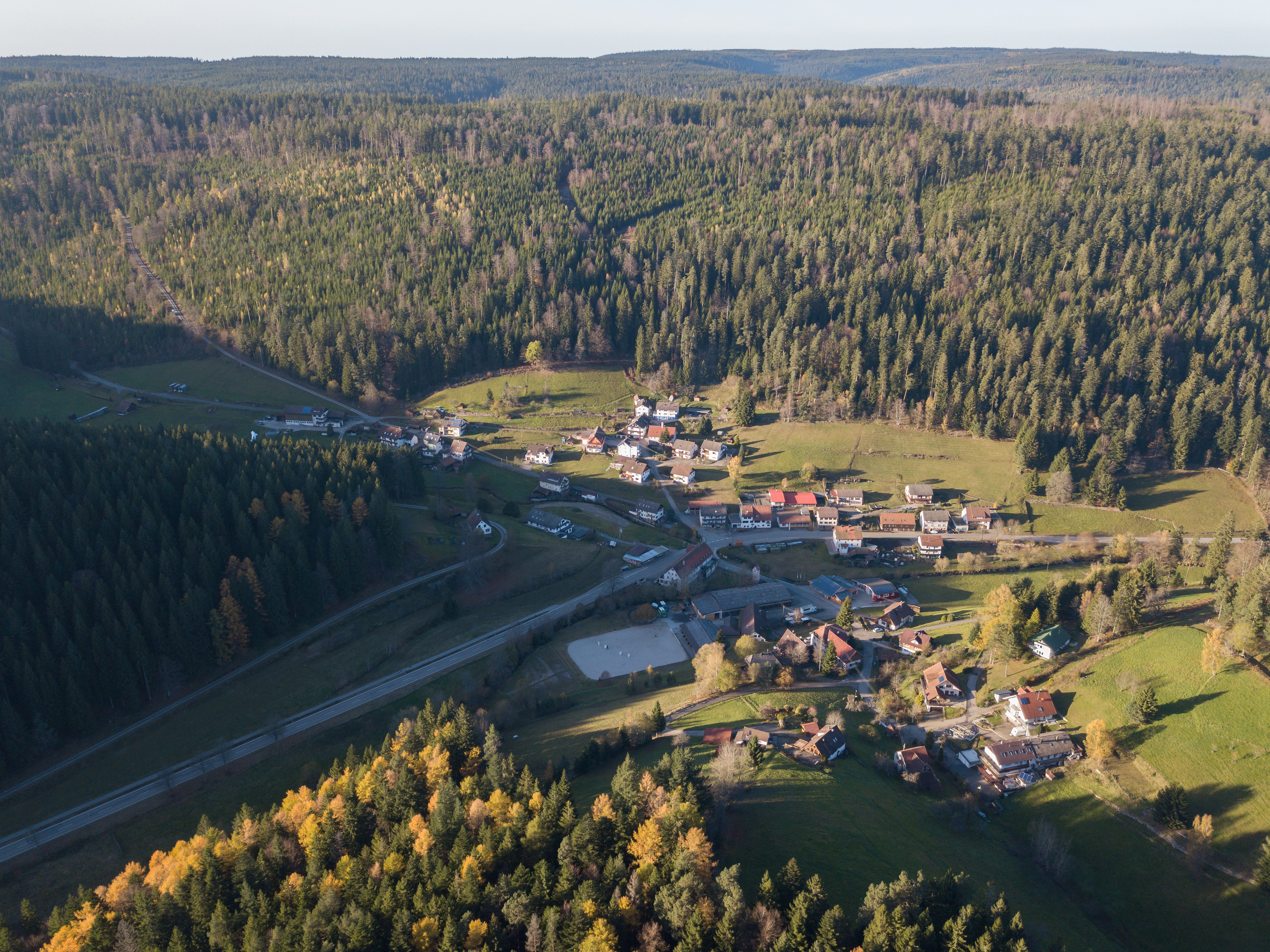
Luftaufnahme des Ortsteils Gompelscheuer
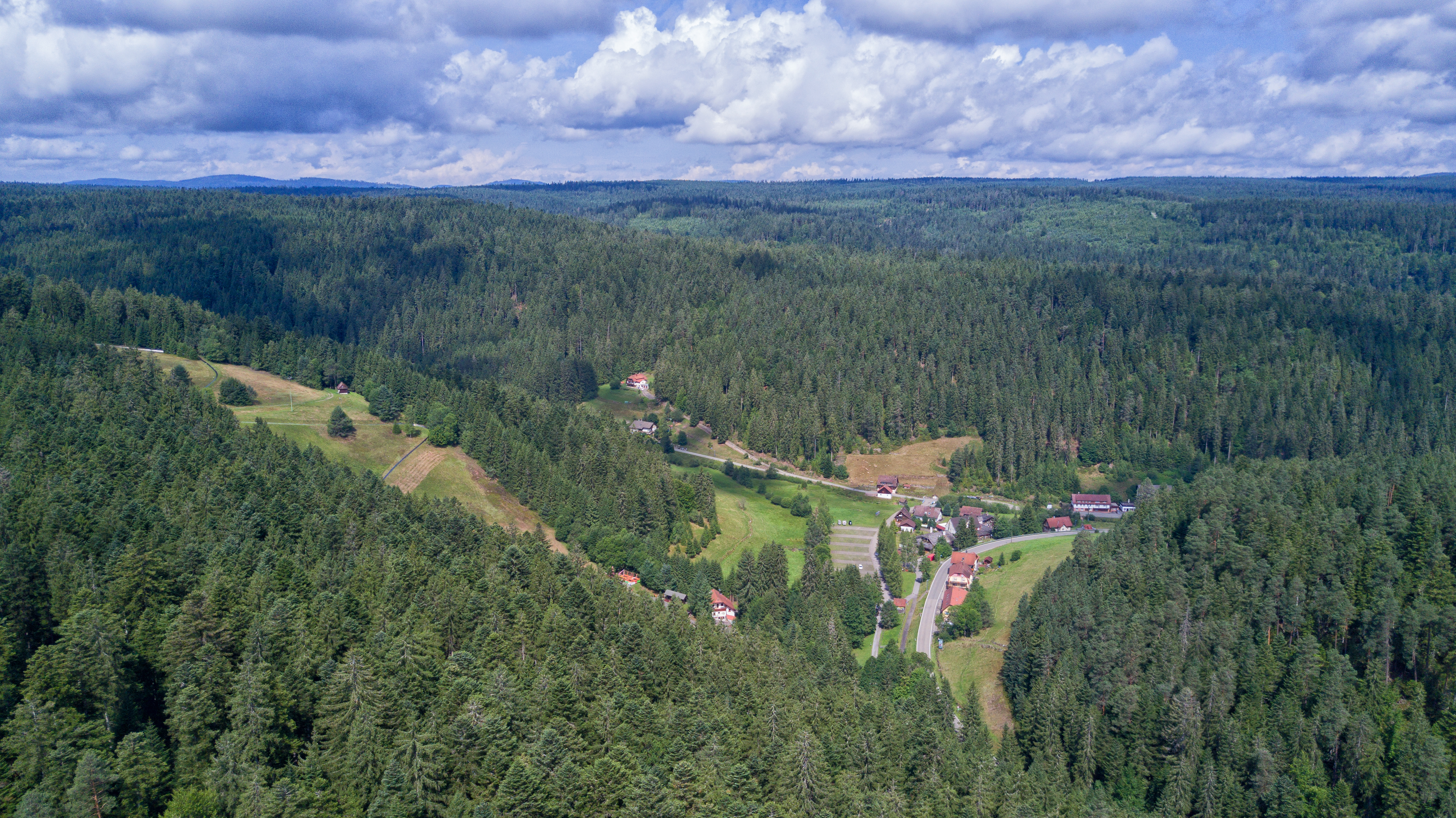
Luftaufnahme des Ortsteils Poppeltal
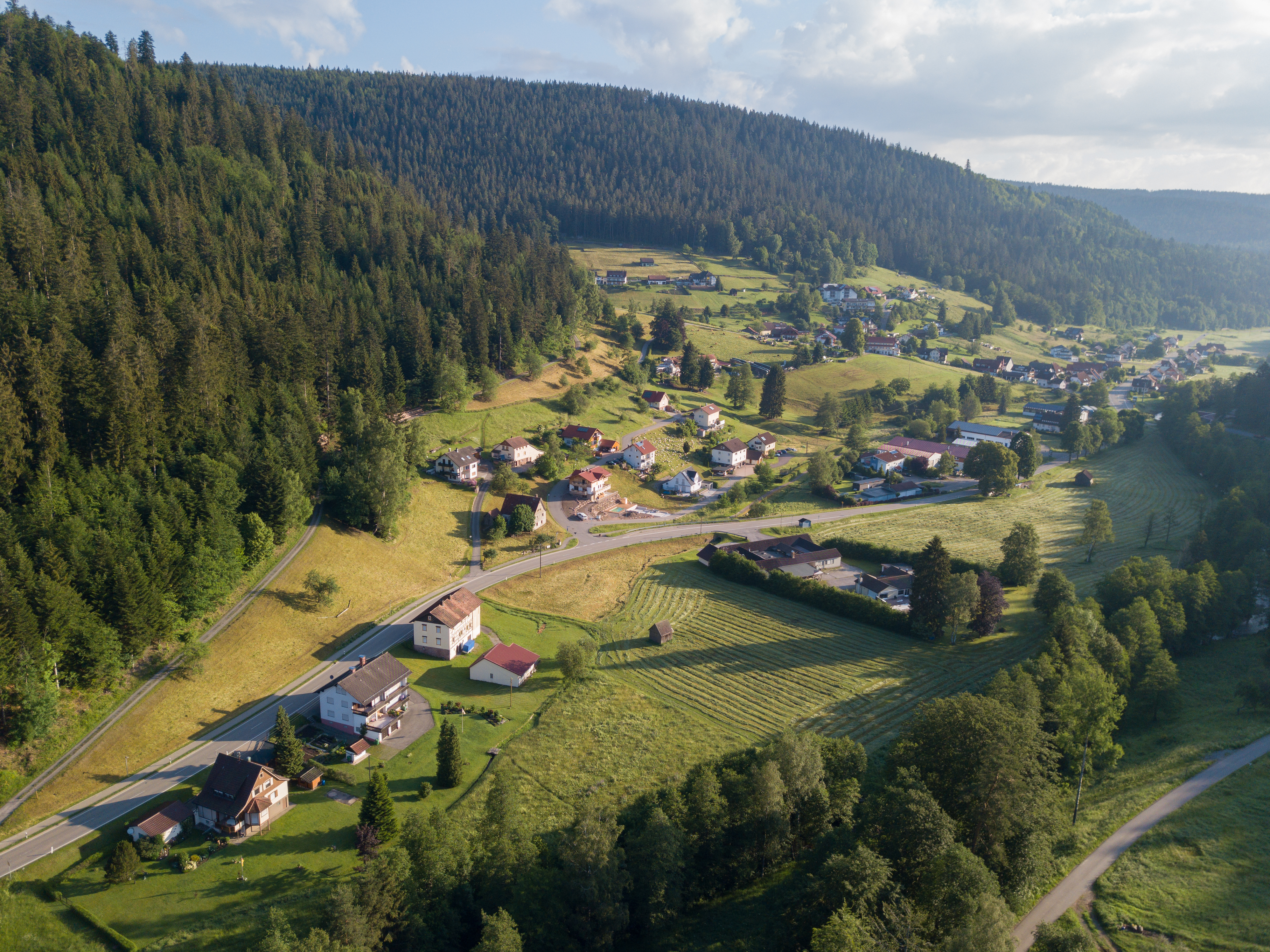
Luftaufnahme des Ortsteils Nonnenmiß

## Geschichte
Der Name der Gemeinde geht zurück auf ein 1145 gegründetes Zisterzienserkloster, das 1330 dem Kloster Herrenalb unterstellt und 1536 nach der Reformation aufgelöst wurde. Damit war der Ort seither ein Teil Württembergs. Das Dorf Enzklösterle gehörte bis 1826 zu Wildbad und wurde dann selbständig. Die neue Gemeinde kam zum Oberamt Neuenbürg als Bestandteil des Königreichs Württemberg an der Grenze zum Großherzogtum Baden.
1935 schloss sich Enzklösterle mit der Gemeinde Enzthal, die bis 1829 zur Gemeinde Simmersfeld gehört hatte, zusammen. Obwohl Enzthal die größere Gemeinde war, fiel die Entscheidung zugunsten des Namens Enzklösterle.
Während der NS-Zeit in Württemberg fanden zwei Kreisreformen statt. Zunächst gab es 1934 lediglich eine Umbenennung des Oberamts in Kreis Neuenbürg, dem Enzklösterle von 1934 bis 1938 angehörte. Mit der größeren Kreisreform von 1938 kam Enzklösterle zum Landkreis Calw.
Der Einmarsch der Französischen Armee ist bis heute mit der Erinnerung an das nie aufgeklärte Verbrechen vom 25. April 1945 im benachbarten Forsthaus bei Rombach verbunden. Nach dem Zweiten Weltkrieg wurde Enzklösterle Teil der Französischen Besatzungszone und des Landes Württemberg-Hohenzollern, welches 1952 im Land Baden-Württemberg aufging.

## Politik

### Bürgermeister
- 1943–1945: Hermann Erhard
- 1945–1946: Jakob Waidelich (Kommissarisch eingesetzt)
- 1946–1948: Jakob Waidelich
- 1948–1978: Karl Schlag
- 1978–1987: Jochen Kübler
- 1988–1992: Robert Weiß
- 1992–2000: Manfred Wägerle
- 2000–2006: Klaus Mack
- 2006–2011: Michael Faschon (ehrenamtlicher Bürgermeister)
- 2011–2019: Petra Nych (ehrenamtliche Bürgermeisterin)
- 2019–2022: Sascha Dengler (ehrenamtlicher Bürgermeister)
- seit 2022: Sabine Zenker

Hauptamtliche Bürgermeisterin ist seit dem 1. Oktober 2022 Sabine Zenker (CDU). Sie wurde am 7. August 2022 mit 96 Prozent der Stimmen gewählt. Ihr Vorgänger Sascha Dengler legte das Amt am 31. Juli 2022 vorzeitig nieder.

### Gemeinderat
Der Gemeinderat in Enzklösterle hat zehn Mitglieder, neun Männer und eine Frau. Er besteht aus den ehrenamtlichen Gemeinderäten und der Bürgermeisterin als Vorsitzende mit Stimmrecht. In Enzklösterle wurde 2024 nach dem System der Mehrheitswahl gewählt. Das bedeutet, dass nur eine Liste aufgestellt war und die Bewerber mit den höchsten Stimmenzahlen als gewählt galten. Bei der Kommunalwahl am 9. Juni 2024 betrug die Wahlbeteiligung 64,5 %.

## Söhne und Töchter der Gemeinde
- Hugo Bofinger (1876–1946), deutscher Arzt und Bakteriologe
- Karl Schmückle (* 9. September 1898 in Gompelscheuer; † 14. März 1938 bei Moskau), deutscher Historiker und Literaturwissenschaftler

## Vereinsleben
- Musikverein Enzklösterle (unter anderem Neujahrskonzert, Osterkonzert, Muttertagkonzert, Pfingstkonzert, Weihnachtskonzert)

## Kultur und Sehenswürdigkeiten

### Heidelbeere und Heidelbeerwoche
Das Thema Heidelbeere ist im Heidelbeerdorf Enzklösterle ganzjährig präsent. Ein zwölf Kilometer langer Heidelbeerweg führt um das Dorf und in der Gastronomie gibt es Speisenangebote in verschiedenen Geschmacksrichtungen.
Jedes Jahr Mitte Juli wird das Heidelbeerfest mit Heidelbeerwoche gefeiert. Eröffnet wird es am Samstagmittag mit dem Einzug der amtierenden Heidelbeerprinzessin mit Bühnenprogramm und Marktständen. Am Samstagabend findet eine Heidelbeerfeier statt. Während der Heidelbeerwoche, die das zweitägige Fest umrahmt, finden Wanderungen, Führungen, kulinarische Kurse und weitere Veranstaltungen rund um die Heidelbeere statt.

### Tanzsport
Dreimal jährlich finden in der Festhalle Tanzsportseminare mit bis zu 50 Paaren statt. Im August ist Enzklösterle außerdem langjähriger Austragungsort von mehreren Latein- und Standard-Tanzturnieren, die an zwei Wochenenden durchgeführt werden. Jedes Jahr findet eine Woche nach Ostern das TBW-Superkombi-Wochenende statt. Hier finden sich Tanztrainer, Wertungsrichter und etablierte Tanzpaare zu einem Fortbildungs-Seminarwochenende in der Festhalle ein.

### Rußhütte
In Kienrußbrennereien wurde durch das Verbrennen bzw. Verschwelen von harzhaltigen Baumbestandteilen (z. B. Nadelholzzapfen oder Nadelreisig) Ruß als Färbemittel (z. B. für Tusche und Ölfarbe) gewonnen. Erst mit der Einführung der Steinteerproduktion in der zweiten Hälfte des 19. Jahrhunderts starb dieses alte Handwerk aus.
Die 1829 erbaute, 1982 wiederentdeckte und von 1992 bis 1994 vollständig restaurierte Rußhütte zählt als eines der wenigen und am besten erhalten Bauwerke seiner Art in Deutschland und ist als Kulturdenkmal gemäß Denkmalschutzgesetz eingestuft.

### Adventure-Golfpark
Auf über 3000 Quadratmetern bietet Enzklösterle zentral in der Ortsmitte den Abenteuergolfpark. Die 18 Bahnen sind an die natürliche Umgebung angepasst. Gespielt wird auf typischen Materialien des Schwarzwaldes: über Holzrugel, eine Bachlandschaft, Trockenmauern oder ein Felsenfeld. Bei den Bahnen „Schneckentäle“ und „Poppeltal“ sind Distanzen von über 30 Meter zu meistern.

### Riesenrutschbahn
Mit rund 1500 Metern Bergauf- und Talfahrt ist die Sommerrodelbahn in Enzklösterle-Poppeltal Süddeutschlands längste und rasanteste Rodelbahn aus Edelstahl. Mit einem großen Schlepplift gelangt man zuerst auf die Höhe des Seekopfs; anschließend wird in Steilkurven und mit anderen Finessen talwärtsgefahren. Die Geschwindigkeit kann selbst bestimmt werden.

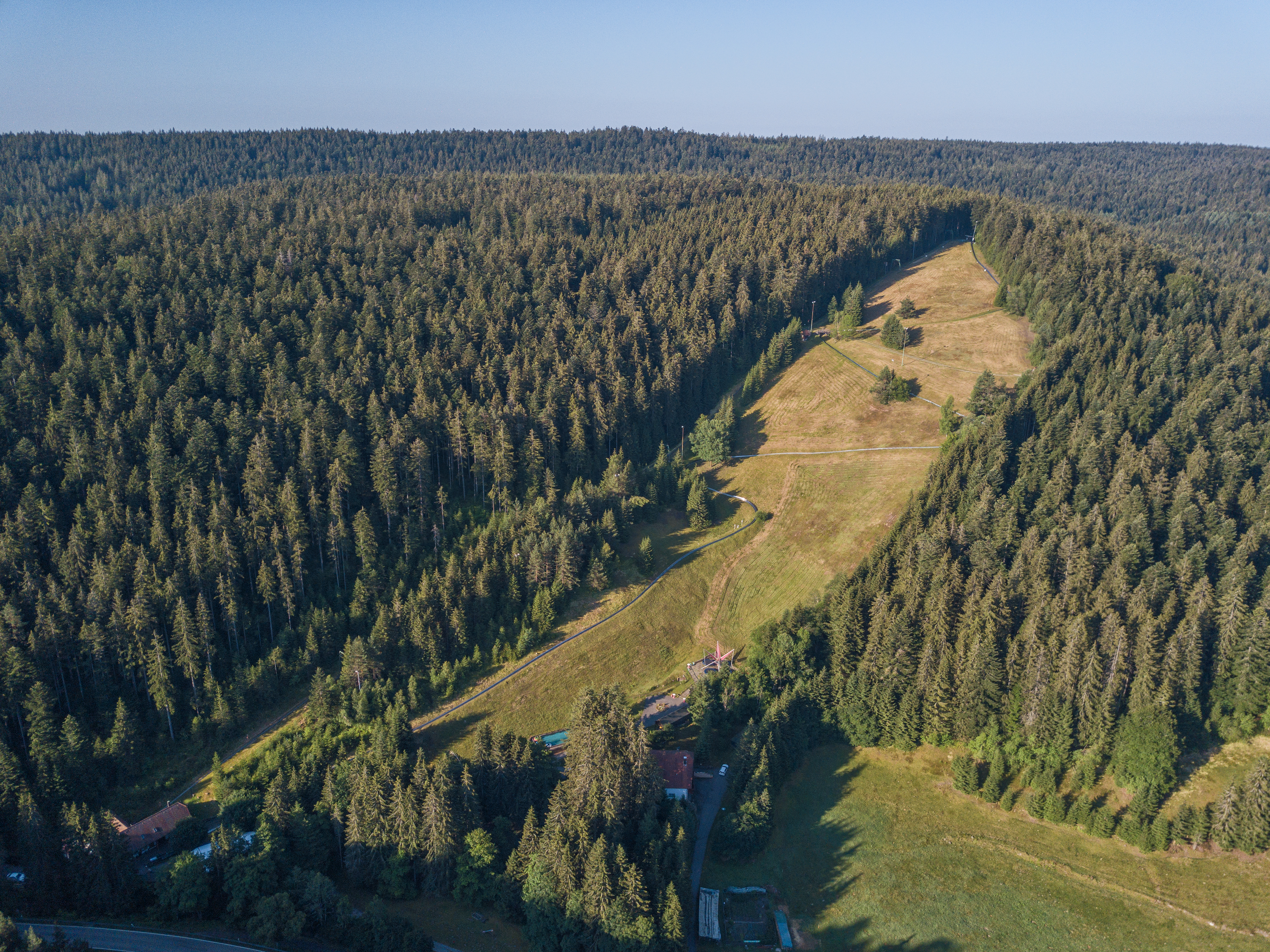
Seekopf mit der Riesenrutschbahn im Ortsteil Poppeltal (Luftaufnahme)

### Bannwald Bärlochkar
Nachdem dort bereits seit 1993 kein Baum mehr gepflanzt oder gefällt und auch kein Totholz mehr beseitigt wurde, wurde das Bärlochkar am 7. November 1997 durch eine Verordnung der Forstdirektion Karlsruhe zum Bannwald erklärt. Entstanden ist die dortige Karlandschaft in der Würm-Kaltzeit. Das Schutzgebiet ist geprägt von großen Sturmwurfflächen. So fielen allein im Gebiet des Forstamtes Enzklösterle im Jahr 1999 bei dem Orkan Lothar 240.000 Festmeter Holz. Auf den im Bärlochkar befindlichen Sturmwurfflächen befindet sich der Wald nun in der Verjüngungsphase durch neu heranwachsende Fichten, Tannen und Buchen. In dem ca. 104 Hektar großen Waldschutzgebiet und Totalreservat Bärlochkar bleibt der Wald urwaldartig sich selbst überlassen, und nur der hindurchführende Lehrpfad wird von umgestürzten Bäumen und abgebrochenen Ästen freigehalten. Informationstafeln auf dem gut drei Kilometer langen Rundweg vermitteln Wissen zum Wald, der heimischen Tier- und Pflanzenwelt und der geologischen Entstehungsgeschichte der Landschaft.

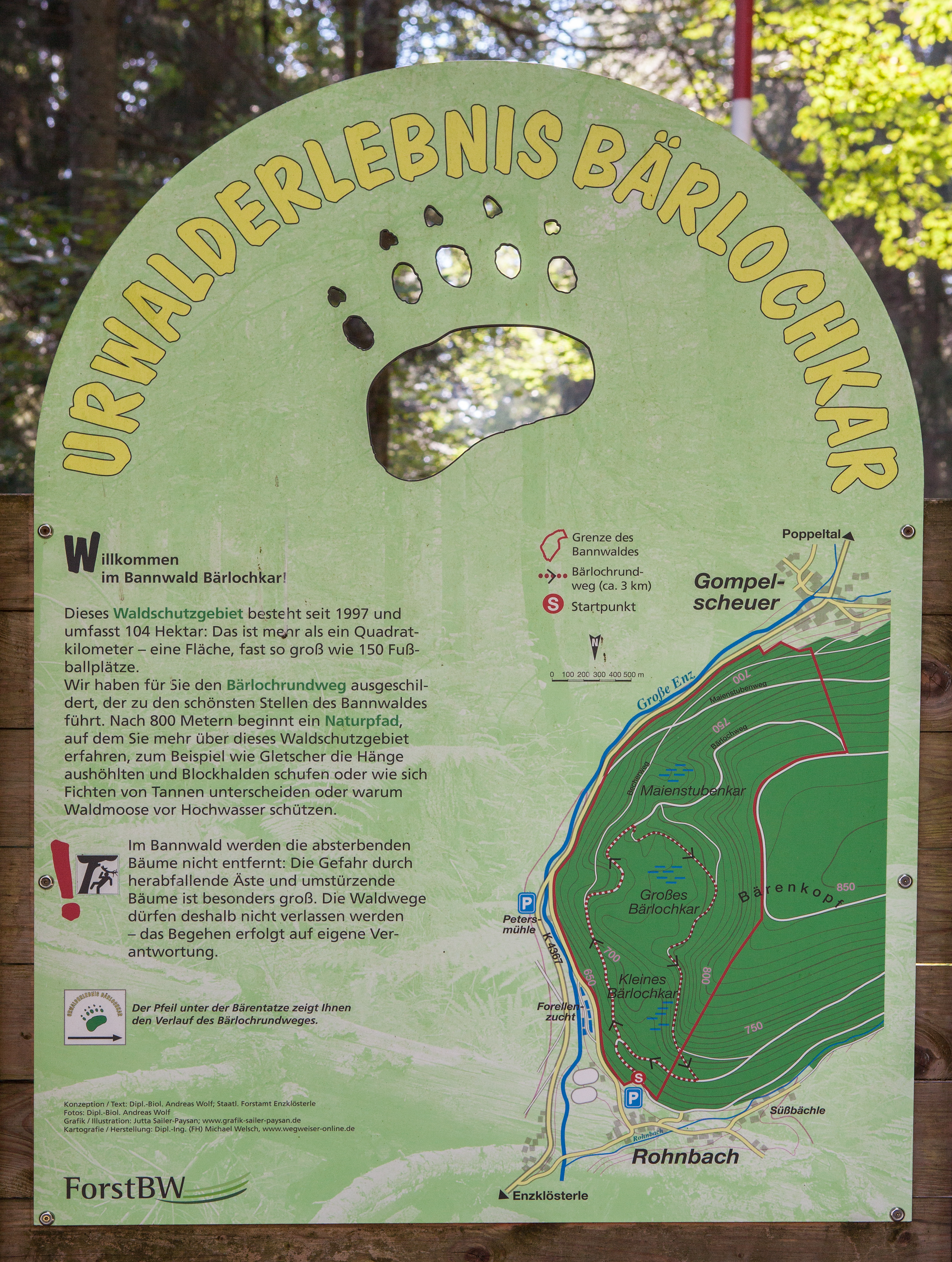
Informationstafel zum Rundweg durch das Bärlochkar
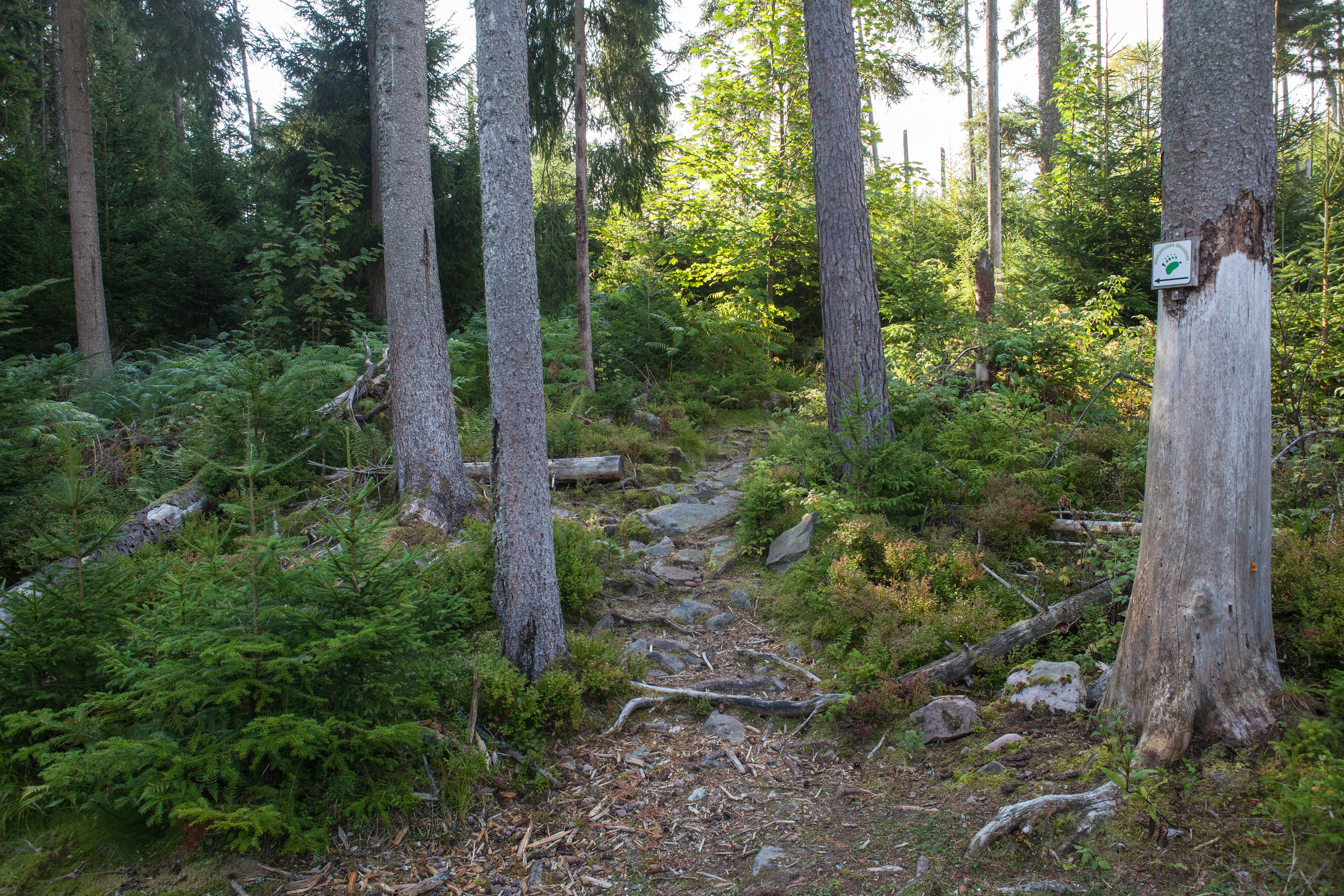
Urwaldpfad durch den Bannwald Bärlochkar
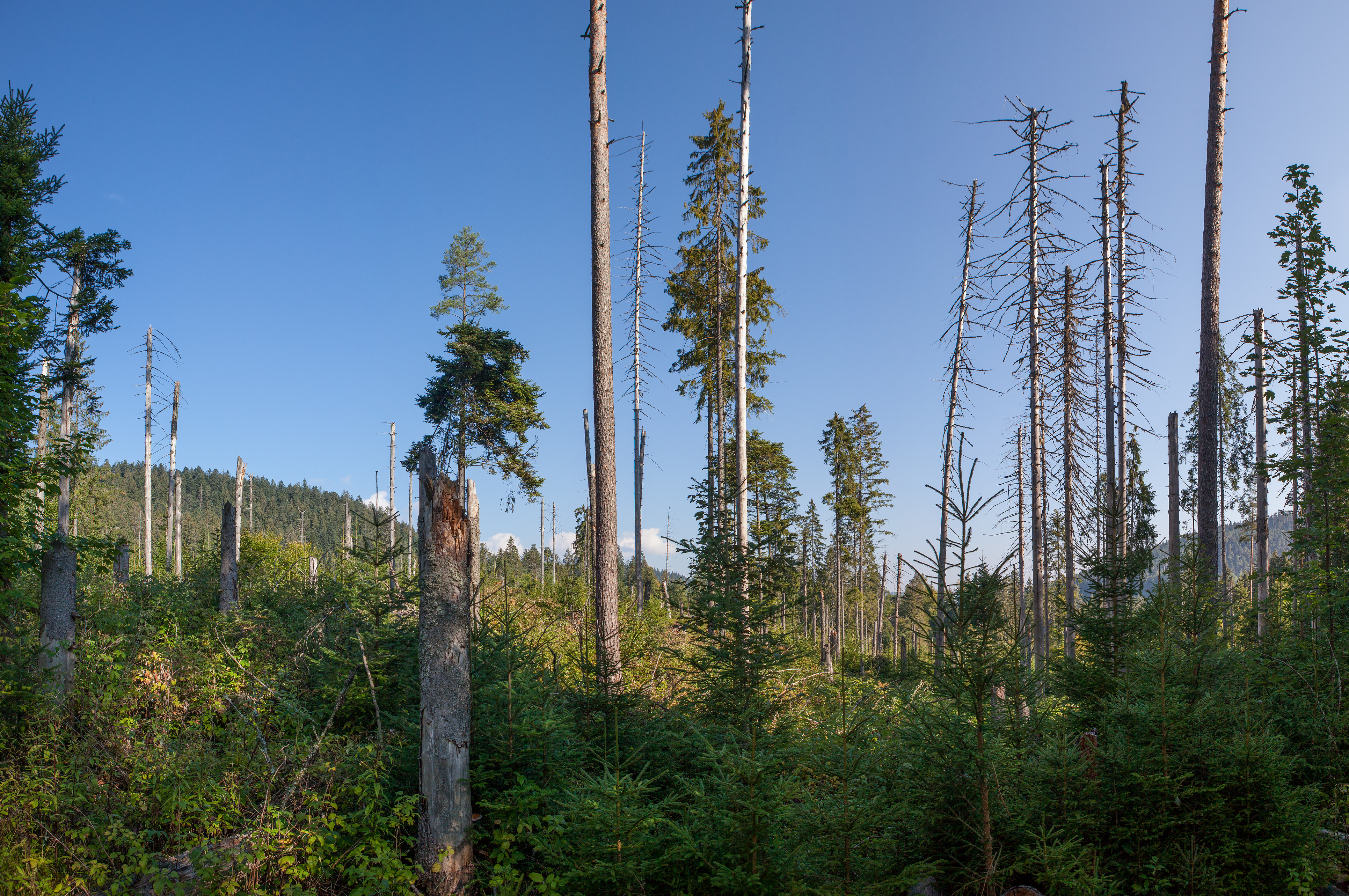
Naturverjüngung auf einer Sturmwurffläche im Bärlochkar

### Enzquelle
Die Enz führt ihren Namen ohne Zusatz erst ab der Ortschaft Calmbach, wo Große Enz und Kleine Enz zusammenfließen. Die Große Enz hat zwei etwa 5 km lange Quellflüsse, nämlich Poppelbach und Kaltenbach, die sich in Gompelscheuer vereinen. Wie bei der Donauquelle in Donaueschingen wird dieser lediglich namentliche Beginn der (Großen) Enz durch den nahegelegenen Enzbrunnen symbolisiert und dieser ähnlich irreführend touristisch vermarktet.
Die symbolische Quelle der Enz befindet sich in Stein gefasst mitten im Ortsteil Gompelscheuer unterhalb des weiter oben am Hang an einem Waldweg gelegenen, heute in Privatbesitz befindlichen historischen Forsthauses, das samt der Scheune daneben unter Denkmalschutz steht. Der Enzbrunnen ist gleichzeitig Startpunkt des 115 km langen Enztal-Radwegs, der die Enz bis zu ihrer Mündung in den Neckar in Walheim begleitet.

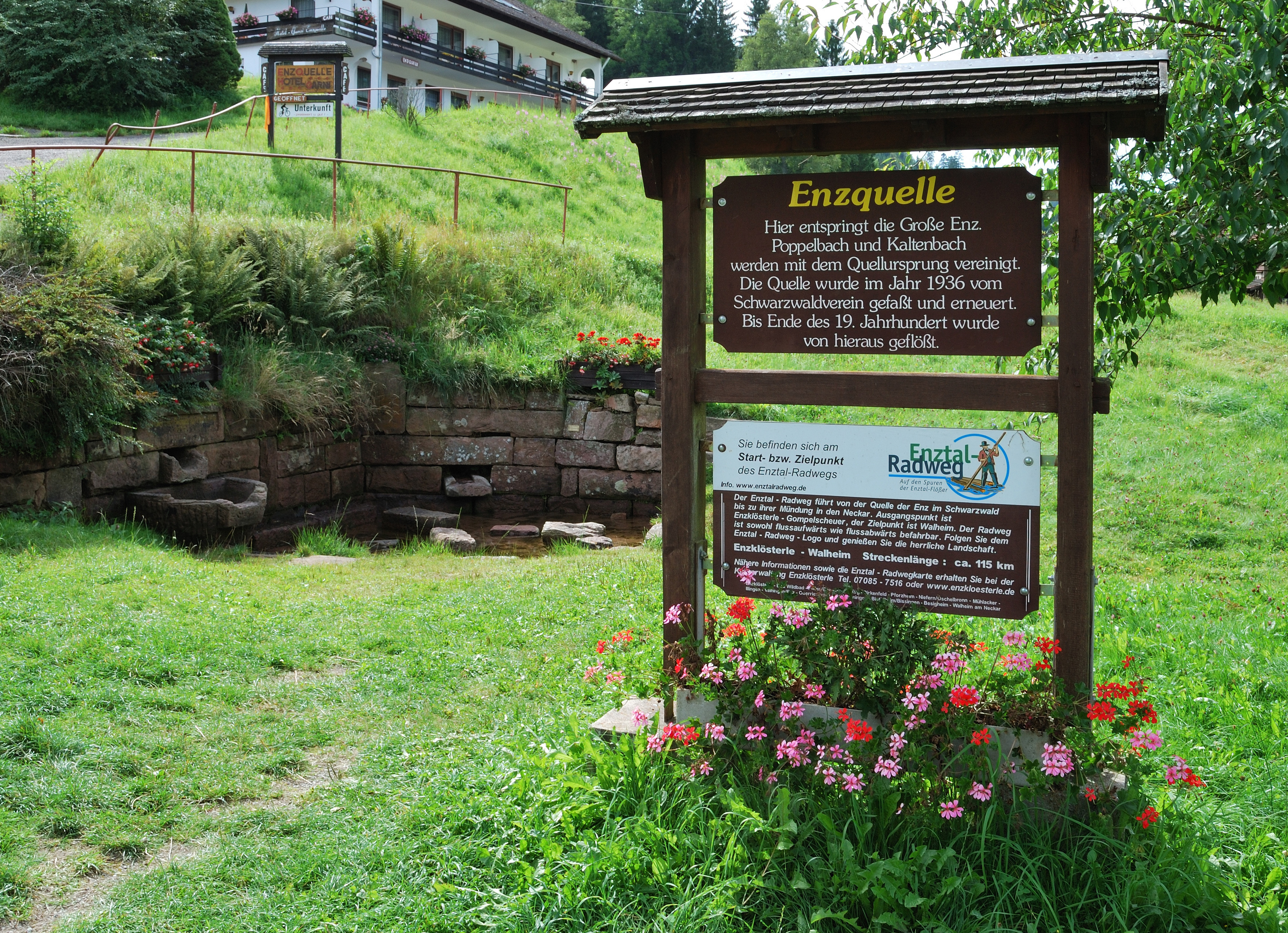
Enzquelle in Gompelscheuer

### Kaltenbachsee
Der 1782 als Flößersee angelegte Kaltenbachsee lässt sich vom Ortsteil Gompelscheuer (Startpunkt: Enzquelle) in einer knappen Stunde zu Fuß erreichen. Aus dem ca. 100 Meter langen und ca. 30 Meter breiten aufgestauten See konnte auf Abruf das zur Flößerei benötigte zusätzliche Schwellwasser abgelassen werden, um zu Flößen zusammengebundene Baumstämme ins Tal und weiter über Enz, Neckar und Rhein bis zum Bestimmungsort in den Niederlanden zu bringen. Der ursprüngliche Damm war überwiegend aus Holz errichtet. Erst im Jahr 1813 erbaute Karl August Friedrich Duttenhofer den Damm in seiner heutigen Form mit dem imposanten Durchlass aus Stein und Erde.

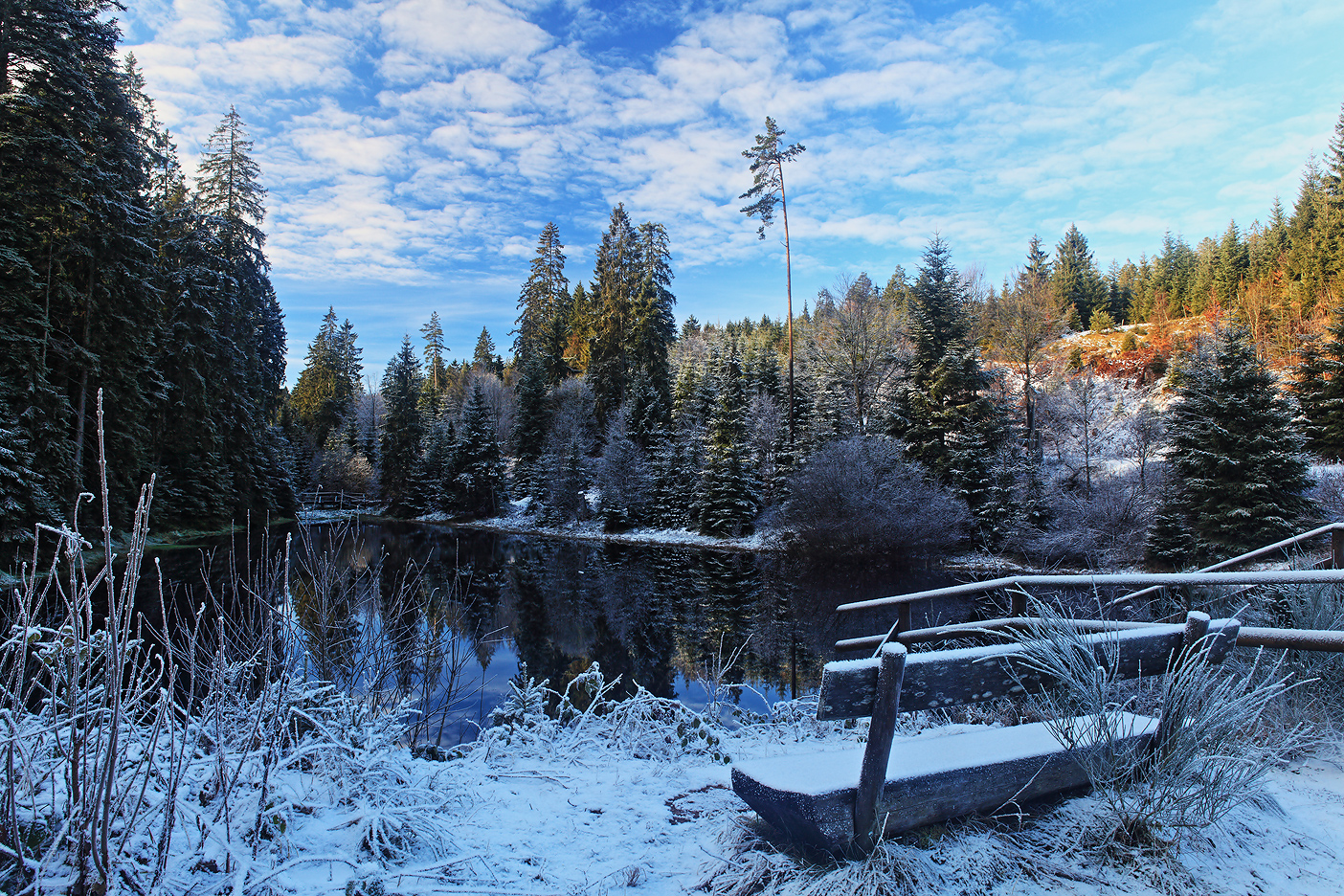
Blick vom Damm über den Kaltenbachsee
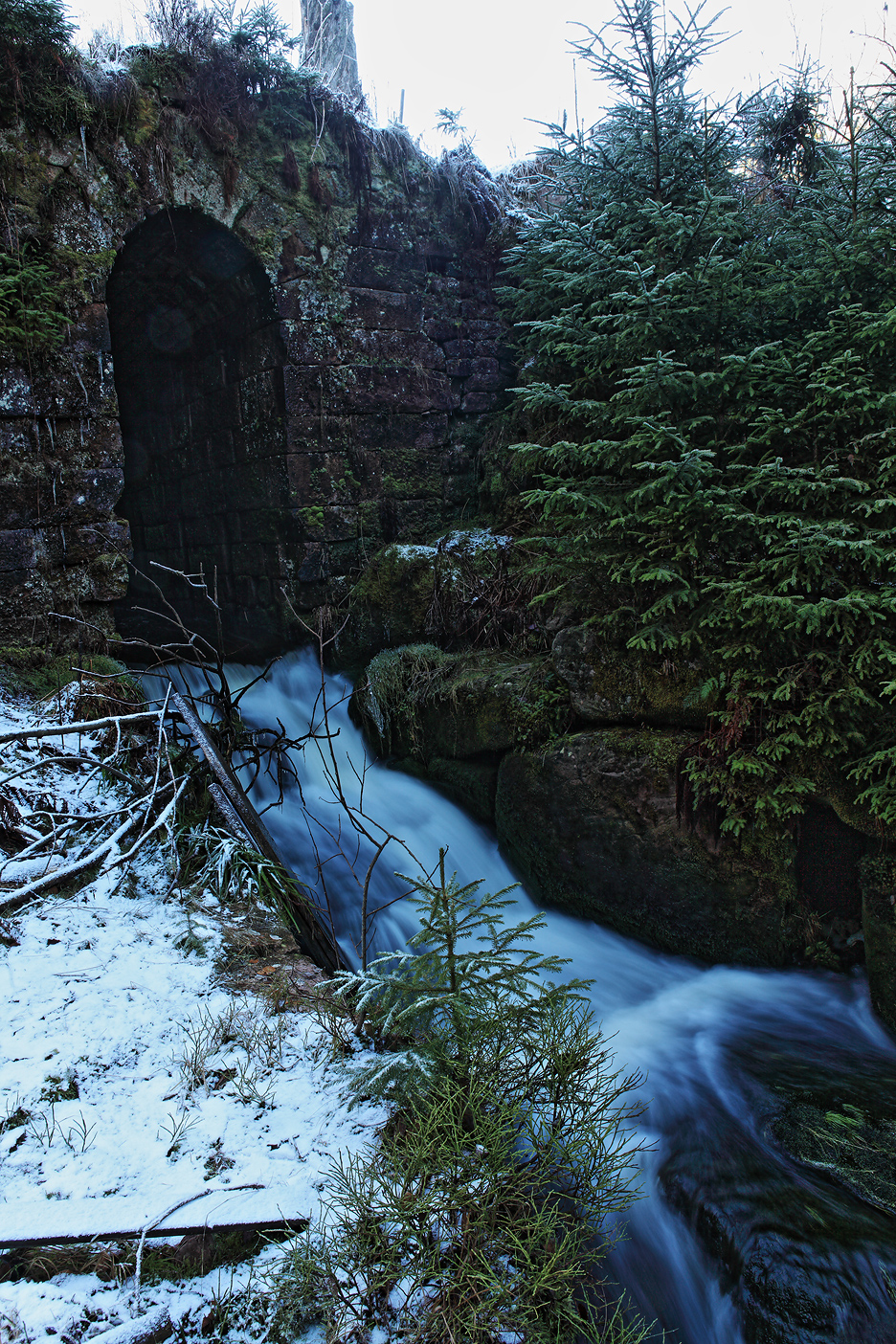
Der 1813 erbaute Dammdurchlass am Kaltenbachsee

### Rotwildgehege
In dem in Enzklösterle nach Westen abzweigenden Hirschtal befindet sich ein 3 Hektar großes Freigehege mit Rotwild. Das Areal, in dem sich immer 10–15 Hirsche befinden, kann zu Fuß umrundet werden. Dabei erläutert eine Vielzahl von Informationstafeln Wissenswertes zum Rotwild und anderen einheimischen Tierarten.

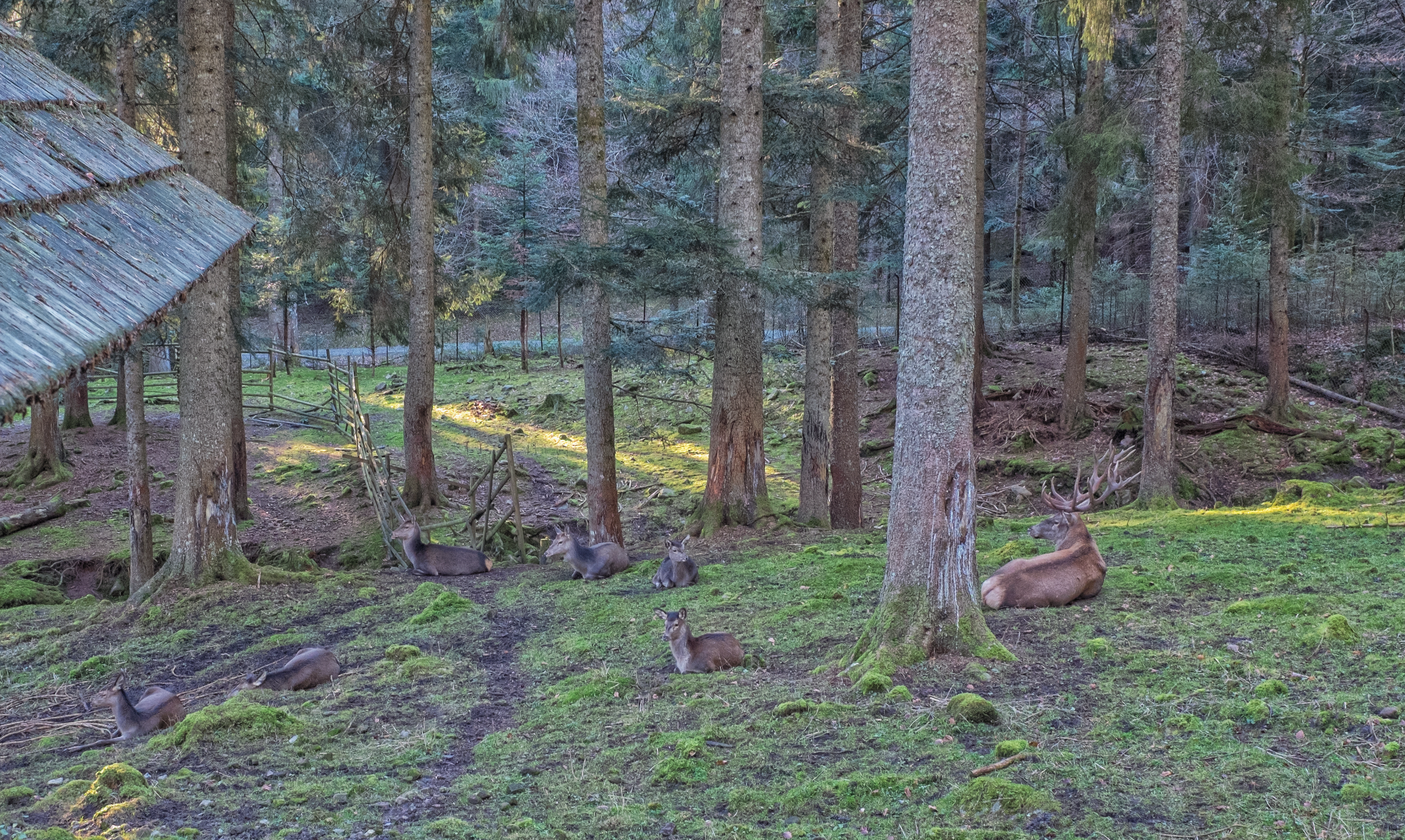
Hirschrudel im Rotwildgehege von Enzklösterle

### Alpinski und Langlauf
Im Winter stehen für Schneeliebhaber sowohl die längste Abfahrtspiste im Nordschwarzwald (1200 m) als auch Langlaufloipen zur Verfügung.

### Denkmale/Stolpersteine

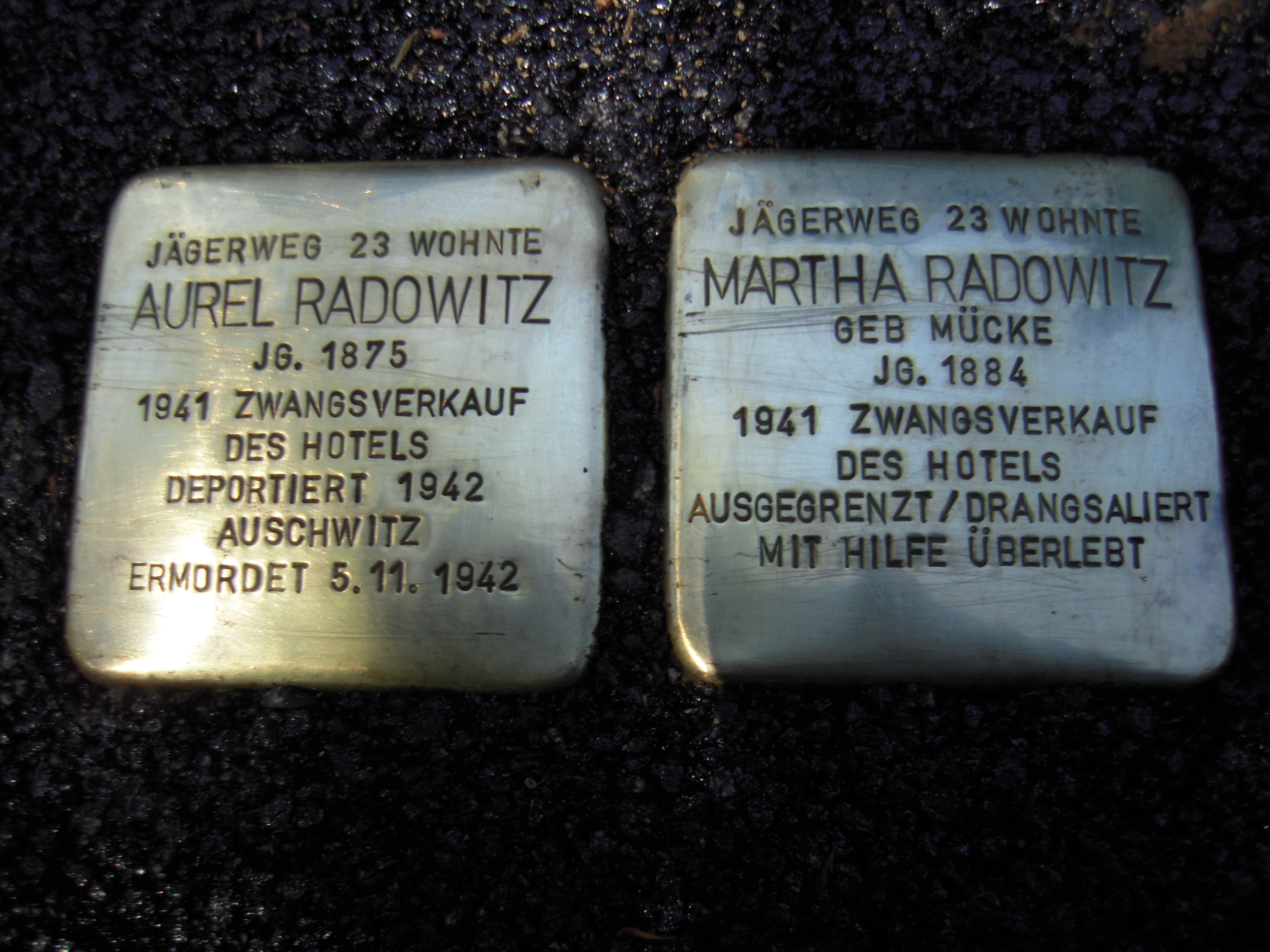
Photo Stolpersteine Enzklösterle

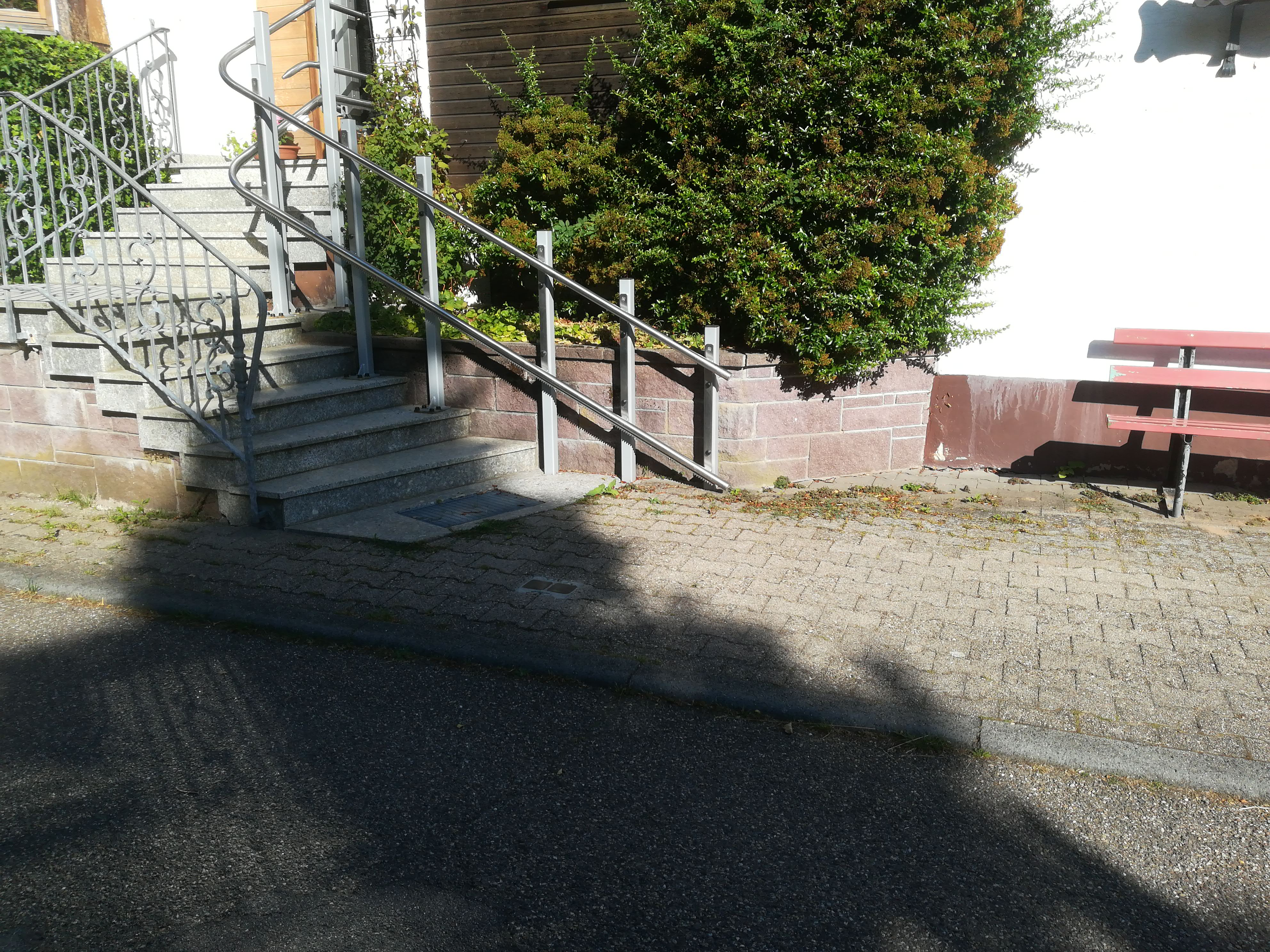
Position auf Privatgrund im Juli 2022

Am 17. Mai 2021 wurden für Martha und Aurel Radowitz zwei Stolpersteine gegenüber dem Gebäude Jägerweg 23 verlegt. Die beiden Stolpersteine wurden dann zwischen Mai 2021 und Juli 2022 auf die gegenüberliegende Straßenseite auf den Privatgrund des Gebäudes Jägerweg 23 umgebettet. Weil der Ehemann Jude war, musste das Ehepaar sein Hotel im benachbarten Bad Wildbad 1941 aufgeben und nach Enzklösterle umziehen. Der Ehemann starb 1942 im Konzentrationslager Auschwitz.

## Wirtschaft und Infrastruktur
Infolge der nährstoffarmen, sauren Buntsandstein-Böden, des kühlfeuchten Klimas und der teilweise extrem steilen Hanglagen im oberen Enztal war Landwirtschaft nur auf den begrenzten Flächen des Talbodens möglich. Der letzte landwirtschaftliche Vollerwerbsbetrieb gab schon in den 1970er Jahren auf. Im Jahr 2005 nannte die Statistik noch drei Nebenerwerbsbetriebe. In früheren Zeiten lebte die Bevölkerung hauptsächlich von der Waldwirtschaft, d. h. von Holzeinschlag, Flößerei, Köhlerei, Harzgewinnung und der Herstellung von Ruß. Heute ist der Tourismus die Haupterwerbsquelle.

### Verkehr
Als Landes-Radfernweg verläuft durch Enzklösterle der Schwarzwald-Panorama-Radweg, der in Pforzheim beginnt und über Bad Wildbad, Enzklösterle, Besenfeld und Freudenstadt nach Waldshut-Tiengen führt.
Außerdem beginnt in Gompelscheuer der Enztalradweg. Er führt entlang der Enz bis zu dessen Mündung bei Walheim.

### Breitband
Im Jahr 2019 wurden Poppeltal und Gompelscheuer als erste Teilorte im Landkreis Calw an ein gigabitfähiges Glasfasernetz angeschlossen. 2020 folgte der Ortsteil Nonnenmiß. Bis Ende 2021 werden der Ausbau der Gesamtgemeinde abgeschlossen sein und damit ein nahezu flächendeckendes Glasfasernetz zur Verfügung stehen.

### Wasserversorgung
Die Gemeinde Enzklösterle bezieht ihr Trinkwasser vom Zweckverband Schwarzwaldwasserversorgung, dessen Mitglied sie seit 1996 ist. Mit dem Beitritt wurden die gemeindeeigenen Wassergewinnungsanlagen an den Zweckverband übergeben. 2001 wurden die Ortsteile Gompelscheuer und Poppeltal an die Trinkwasserversorgung des Zweckverbands Schwarzwaldwasserversorgung angeschlossen.